# Calle de la Redondilla

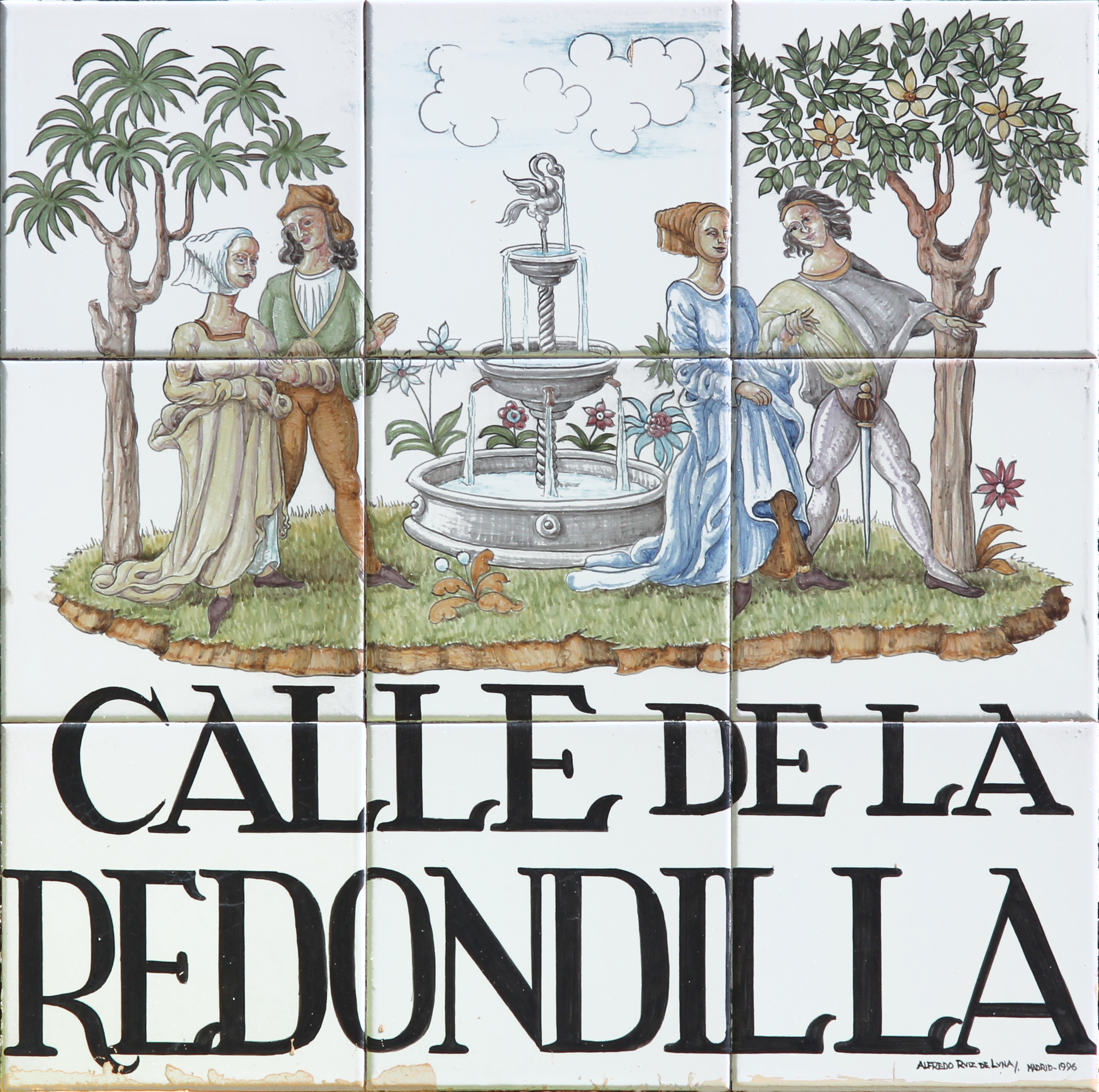
Placa del callejero tradicional de Madrid, por el ceramista Ruiz de Luna.

La calle de la Redondilla es una vía pública de Madrid que corre de la costanilla de San Andrés a la calle de Don Pedro, en el antiguo "barrio de Alfonso VI" o de la Morería (entre el cerro de Las Vistillas y el  barrio de La Latina).

## Historia

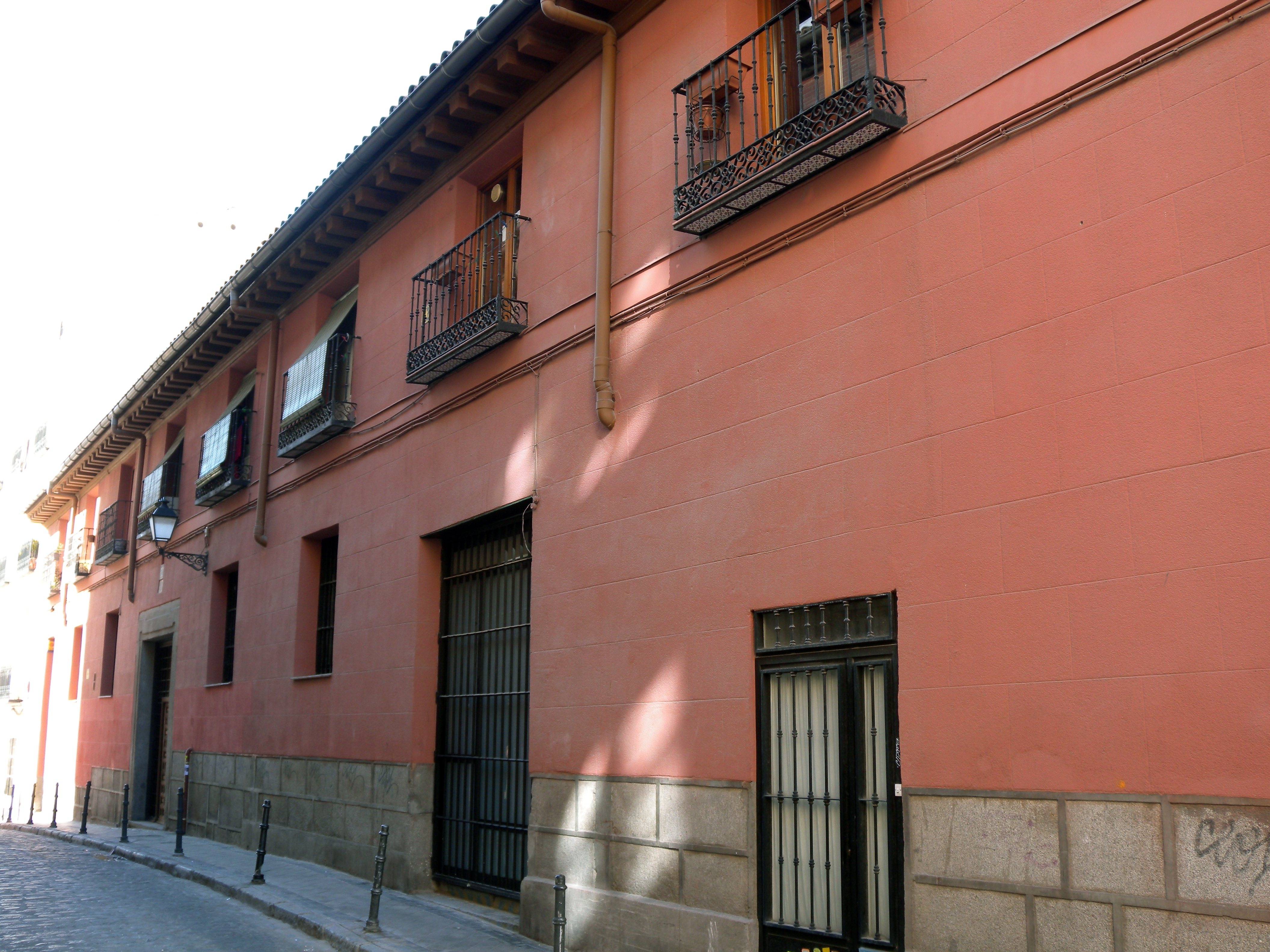
Edificio de viviendas del siglo XVI, del tipo conocido como casa a la malicia, en la calle de la Redondilla esquina a Mancebos, en el antiguo barrio de La Morería. Su construcción puede datarse entre 1565 y 1590.

Aunque en el plano de Teixeira —completado en 1656— aparece sin nombre, en su origen se llamó calle Nueva de la Alcantarilla, en virtud del desagüe construido para conducir el agua de lluvia. En 1611 se urbanizó para unir la calle de la Morería con el convento de San Francisco, por detrás de las casas de don Pedro de Toledo, Marqués de Villafranca, que daban nombre a la calle aneja.
La calle de la Redondilla, que pertenece a la parroquia de San Andrés, hace esquina al Colegio de San Ildefonso en el edificio que acogió antes a las monjas Salesas Reales, cuando abandonaron el monasterio de Bárbara de Braganza, permaneciendo junto a la Redondilla hasta 1881, año en que se trasladaron al del paseo de Santa Engracia.

### Origen del nombre
Existen dos versiones sobre el origen del nombre de la calle de la Redondilla. La una se remonta al reinado de Enrique IV, cuando esta vía era un paseo muy concurrido en verano que se remataba en una explanada llamada "la Redondilla" con jardines y tres fuentes, grandes árboles y asientos para las damas. La otra versión, más literaria quizás y del mismo reinado, rinde doble homenaje a una bella joven de formas exuberantes, conocida como "Paca la Redondilla", damisela a la que Francisco de Quevedo dedicó, no se sabe si como alabanza o como sátira un poema compuesto en estrofas de cuatro versos de arte menor, llamadas redondillas.

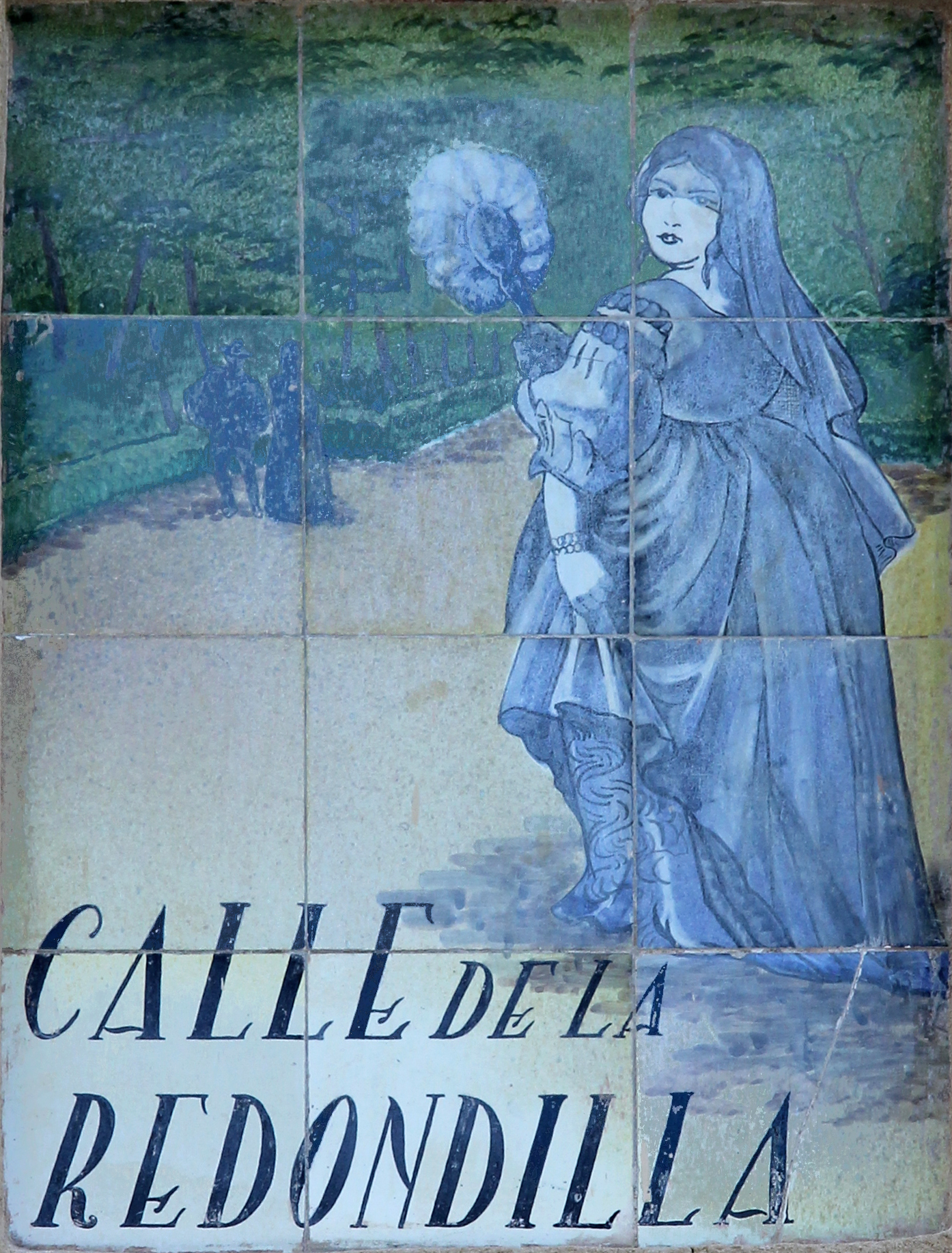
"Paca la Redondilla", que inspirara a Quevedo conceptistas redondillas, en una placa de azulejos, de autor anónimo.

Ya en época más cercana, el dramaturgo Carlos Arniches, en su sainete Las dichosas faldas, le hace decir a uno de sus personajes, el Señor Lucio: 

"Ella es! ¡Me dio sus señas el Plitos, y no vive en la calle de la Bola ni en el Ventorro del Chaleco! Pero la vida tiene su lógica: viven en la calle de la Redondilla. ¡Redondilla dos, bajo! ¡Unas señas que invitan al azote!".

### Vecinos ilustres
En el número 8 de esta calle vivió en 1908 con su familia la niña María Zambrano, hasta que se trasladaron a Segovia en 1909.